# مرده یا زنده ۲: پرندگان
مرده یا زنده ۲: پرندگان (انگلیسی: Dead or Alive 2: Birds) فیلمی به کارگردانی تاکاشی میکه است که در سال ۲۰۰۰ منتشر شد. از بازیگران آن می‌توان به شو آیکاوا، شینیا تسوکاموتو و ادیسون چن اشاره کرد.